# Chassignieu
Chassignieu é uma comuna francesa na região administrativa de Auvérnia-Ródano-Alpes, no departamento de Isère. Estende-se por uma área de 5,17 km². Em 2010 a comuna tinha 233 habitantes (densidade: 45,1 hab./km²).